# RGS4
Regulator of G protein signaling 4 или RGS4 — белок, регулирующий сигнальную активность G-белков. В ряде исследований была обнаружена возможная связь гена RGS4 с развитием шизофрении.